# 羊肠子河
羊肠子河，位于中华人民共和国内蒙古自治区东部的一条河流，是老哈河左岸支流，发源于翁牛特旗西南七老图山脉灯笼河东南麓，蜿蜒向东流经桥头镇、解放营子乡、赤峰市松山区哈拉道口镇等地，于哈拉道口镇波罗和硕村（原波罗和硕乡）转东北流，与拉哈河干流平行，于翁牛特旗乌敦套海镇岗岗村注入红山水库。河流全长175.4千米，流域面积2320.1平方千米，河道平均比降4.5‰，年均径流量0.894亿立方米。羊肠子河流域地处中低山区，多漫岗，植被较差，水土流失较重。